# Успенский собор (Плёс)
Собор Успения Пресвятой Богородицы — православный храм на Соборной горе в Плёсе, старейшее сохранившееся здание города.
Деревянный храм на этом месте был возведён в XV веке при Василии I, что делает Успенский собор древнейшей церковью Ивановской области по времени основания. В 1695 году деревянная церковь (скорее всего, уже не первоначальная) сгорела, и через четыре года был построен каменный храм. Считается, что каменный храм повторяет формы деревянного. Это восьмерик на четверике с отзвуками нарышкинского стиля. На его боковых фасадах по два арочных окна на четверике и по одному — на восьмерике. Они, как и окна трапезной, обрамлены полуколоннами и килевидными завершениями. Полуколонны второго яруса делят восьмерик на его грани и подпирают антаблемент с купольной гуськовой кровлей и гранёным барабаном под луковичной главкой. Алтарная часть, как и колокольня, была возведена столетием позже. Её прямоугольные окна в рамах с дентикулами перемежаются пилястрами. Трапезная, равная по ширине апсиде и четверику, имеет по одному боковому окну и соединяет храм с композиционно доминирующей колокольней. Первый четырёхгранный ярус колокольни служит притвором, каждая его сторона украшена двумя парами пилястр. Выше восьмигранный столп ведёт к звону с восемью арками, который венчает шатёр с тремя разными ярусами слуховых окон и главкой.
В 1828 году к северо-востоку от Успенского собора на деньги местного мещанина Василия Шишкина был построен летний храм с престолом Казанской иконы Божией Матери. Казанский собор был разрушен в советское время, сейчас на его месте установлен поклонный крест. Уничтоженный собор запечатлён на фотографии Соборной горы, сделанной Сергеем Прокудиным-Горским в 1910 году. На крыше большого храма видны пять глав на световых барабанах. По мнению исследователей, архитектурный комплекс из двух храмов мог стать прообразом элементов на картинах Исаака Левитана «Тихая обитель» и «Вечерний звон». В настоящее время, кроме Успенского собора, от комплекса осталась часть соборной ограды, поставленной в конце XIX века: в частности, каменные пилоны ворот, каждый с арочным проходом.
К Успенскому собору была приписана также деревянная Ильинская церковь с колокольней, построенная в 1747 году. Она находилась у кладбища села Антоновского на противоположном берегу Волги (ныне это территория Костромской области). Ильинская церковь была уничтожена в советское время, хотя в 1960 году всё же попала в охранный список Совета министров РСФСР, из-за чего теперь числится памятником архитектуры федерального значения по адресу Успенского собора.
По данным начала XX века, к собору приписывали 295 прихожан мужского пола и 183 — женского. Кроме горожан, это были жители села Антоновского и соседней ему деревни Подъельное. У этих же сельских пунктов находились десятки гектаров церковной земли различного назначения.
В советское время Успенский собор был закрыт всего несколько лет (с 1936 по 1944 годы), после чего на протяжении полувека оставался единственным действующим православным храмом Плёса.